# Улахан-Кёлюекян
Улахан-Кёлюекян (также Улахан-Кёлюйэкээн) — озеро на северо-востоке Якутии, в Среднеколымском улусе. Расположено на севере Колымской низменности, в правобережье среднего течения реки Россоха.
Берега слабо изрезаны, низкие, местами заболоченные, покрытые тундровой растительностью и кустарником.
Площадь озера, согласно государственному водному реестру, составляет 40,8 км². Площадь водосбора — 93,4 км². Длина озера 10,5 км, максимальная ширина в восточной части достигает 6,1 км. Находится на высоте 30 м над уровнем моря. Острова отсутствуют.
Значительных притоков не имеет. На юге принимает ручей, вытекающий из озера Тогус-Талалах. На северо-западе полосой шириной 0,3-2 км отделено от озера Ачныгый-Кёлюекян.
Ближайший населенный пункт, село Андрюшкино, расположен примерно в 62 км к востоку.